# Renault Espace VI

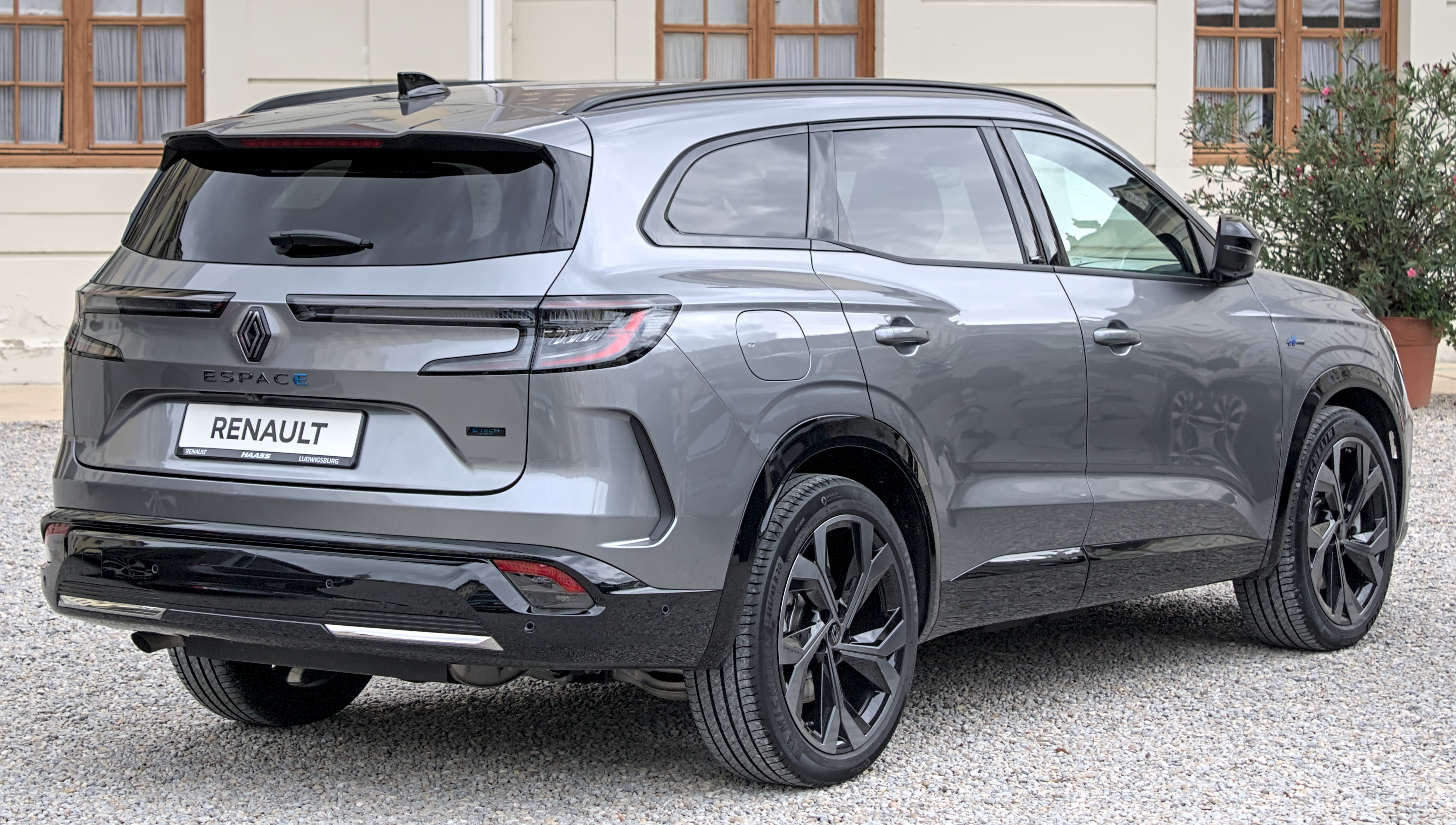
Heckansicht

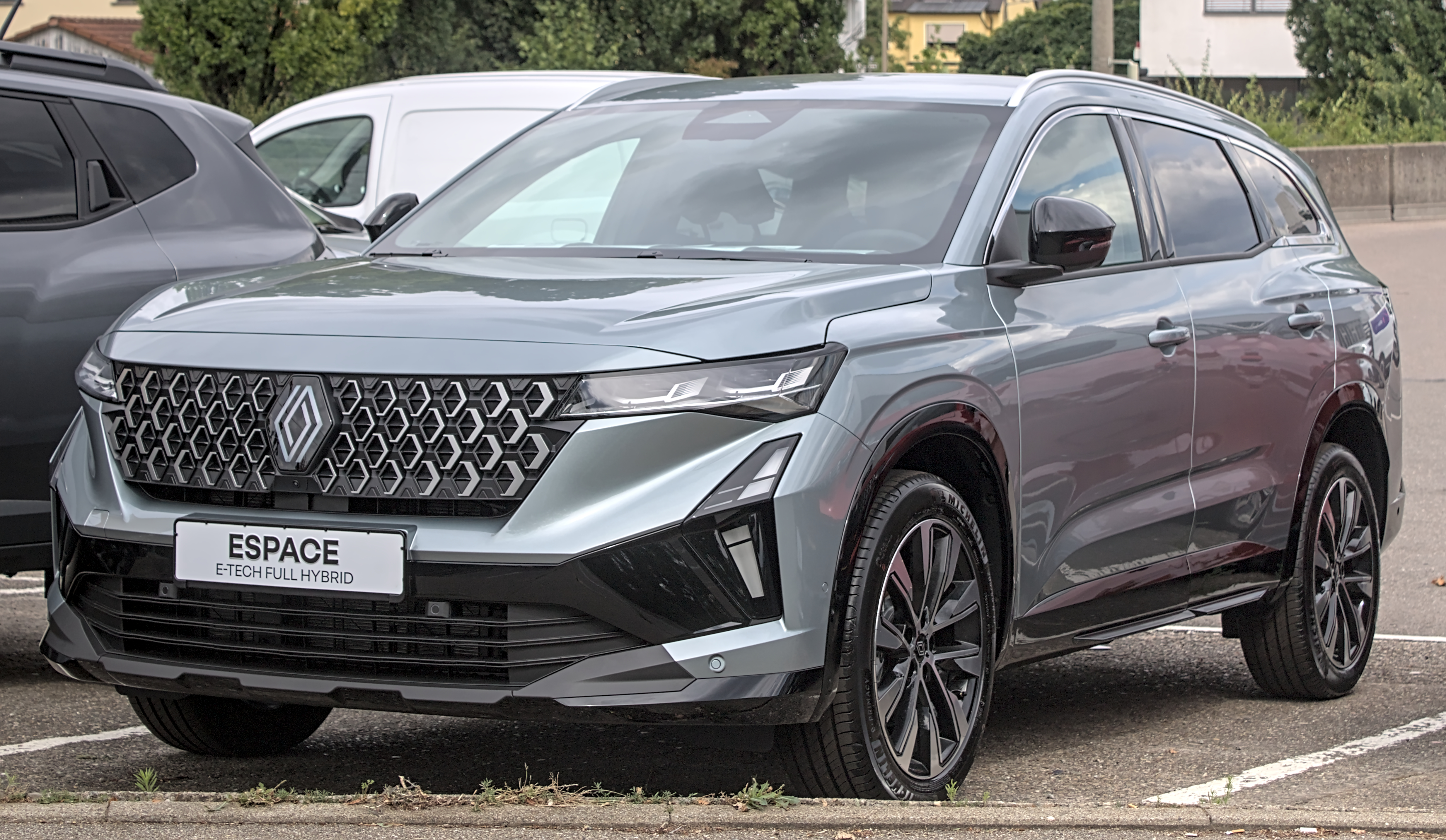
Renault Espace (seit 2025)

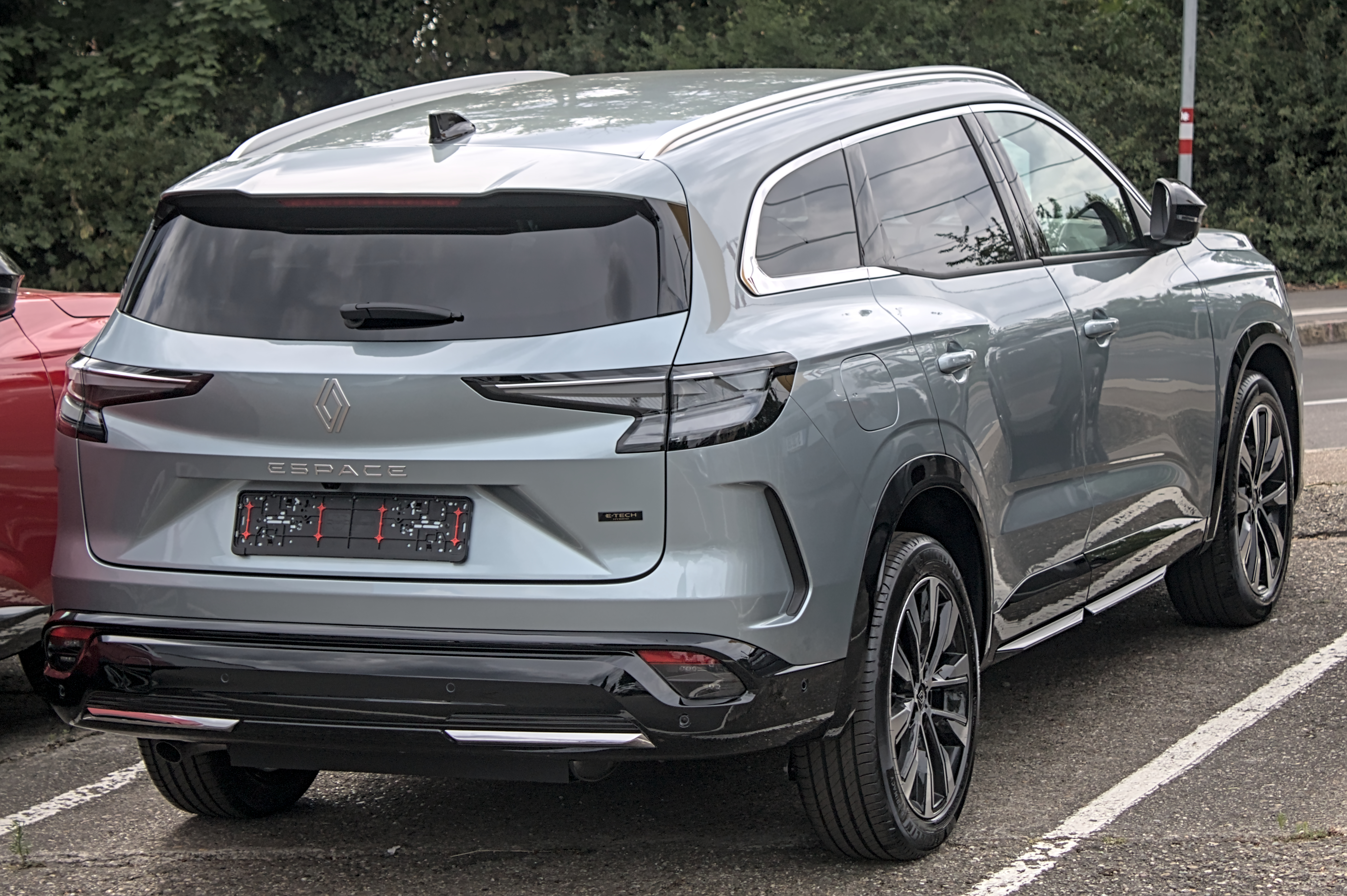
Heckansicht

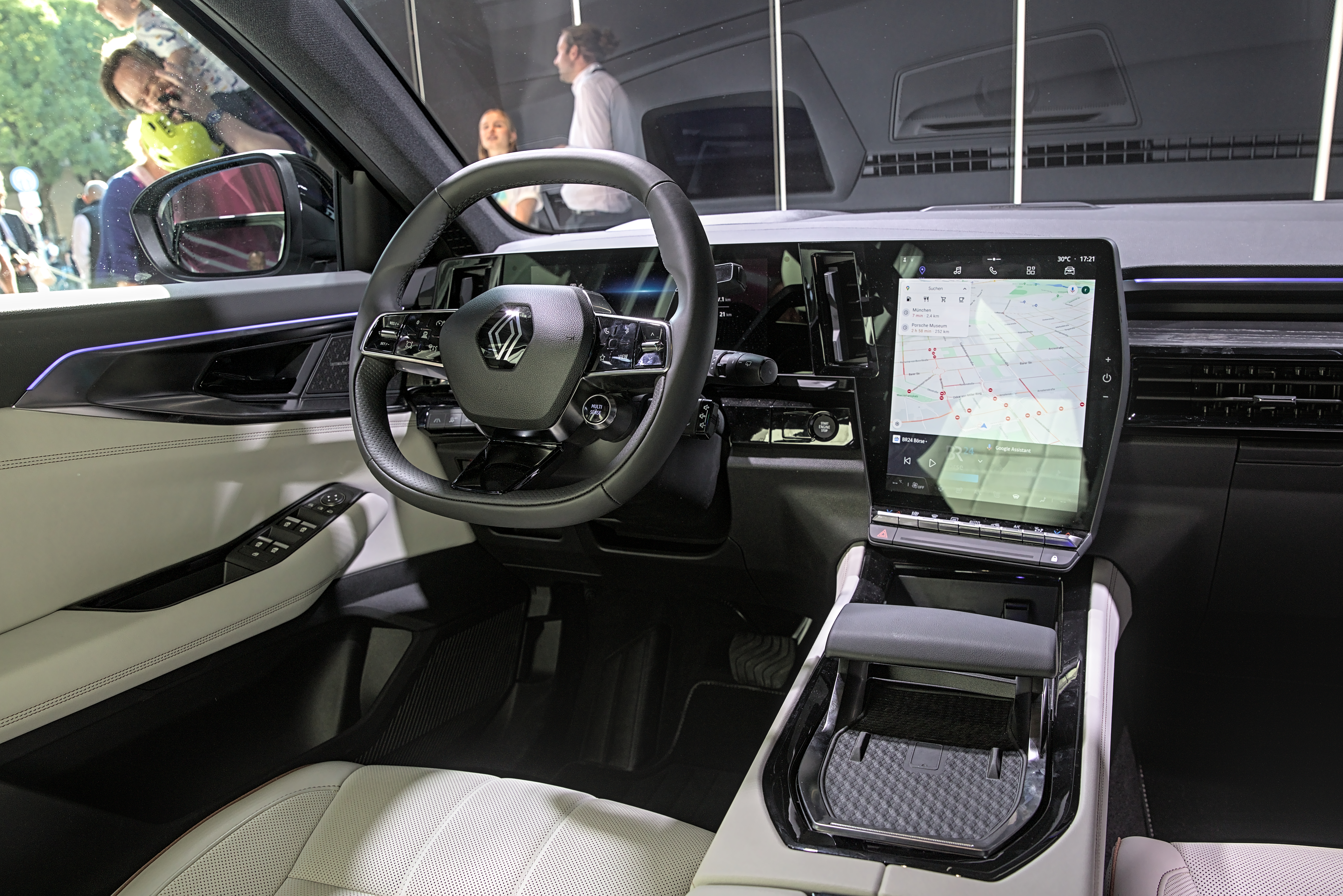
Innenansicht

Der Renault Espace VI ist ein Pkw des französischen Automobilherstellers Renault. Im Gegensatz zu den Vorgängermodellen der Baureihe ist das Fahrzeug ein Sport Utility Vehicle und kein Van.

## Geschichte
Offiziell angekündigt wurde die sechste Generation des Espace am 24. Januar 2023. Die Premiere erfolgte am 28. März 2023. In den Handel kam der Wagen im April 2023 in drei Ausstattungsvarianten. Eine überarbeitete Version des Espace präsentierte Renault am 20. März 2025. Gebaut wird er im spanischen Palencia.

## Modelleigenschaften
Technisch basiert der Espace VI auf dem 2022 eingeführten Austral, ist gegenüber diesem aber auch als Siebensitzer verfügbar. Die Sitzbank in der zweiten Reihe ist um 22 cm längs verschiebbar. Im Gegensatz zum Vorgängermodell Espace V ist das SUV 14 cm kürzer, 3,2 cm flacher und über 200 kg leichter. Das SUV-Coupé Renault Rafale hat ähnliche Dimensionen wie der Espace VI.
Im Innenraum kommt das aus dem Megane E-Tech bekannte Multimediasystem „OpenR link“ zum Einsatz, das zusammen mit Google entwickelt wurde. Es gibt zwei Bildschirme; zum einen ein 12,3-Zoll-Display als Instrumententafel und zum anderen einen Touchscreen in der Mittelkonsole mit einer Diagonale von 12 Zoll für das Infotainment-System.

## Technik
Bei der Präsentation wurde der Espace nur mit dem Voll-Hybrid aus dem Austral angekündigt, der auf eine Systemleistung von 147 kW (200 PS) kommt. Als Energiespeicher dient ein Lithium-Ionen-Akkumulator mit einer Spannung von 400 Volt und einem Energieinhalt von 1,7 kWh. Die Kraft wird über ein sogenanntes Multi-Mode-Getriebe übertragen. Es hat 15 Übersetzungsstufen, die sich aus zwei Gängen für den E-Antrieb und vier für den 1,2-Liter-Ottomotor ergeben. Ob weitere Motorisierungen wie beispielsweise die Mildhybride aus dem Austral angeboten werden, ist noch unklar.
|                                                   | E-Tech Full Hybrid 200       |                              |
| Bauzeitraum                                       | 04/2023–04/2024              | seit 04/2024                 |
| Motorkenndaten                                    |                              |                              |
| Motortyp                                          | R3-Ottomotor + Elektromotor  | R3-Ottomotor + Elektromotor  |
| Hubraum                                           | 1199 cm³                     | 1199 cm³                     |
| Motoraufladung                                    | Turbolader                   | Turbolader                   |
| max. Leistung Verbrennungsmotor bei min−1         | 96 kW (131 PS) / 4500        | 96 kW (131 PS) / 4500        |
| max. Leistung Elektromotoren                      | 50 kW (68 PS)                | 50 kW (68 PS)                |
| max. Systemleistung                               | 147 kW (200 PS)              | 147 kW (200 PS)              |
| max. Drehmoment Verbrennungsmotor bei min−1       | 205 Nm / 1750                | 205 Nm / 1750                |
| max. Drehmoment Elektromotoren                    | k. A.                        | k. A.                        |
| Kraftübertragung                                  |                              |                              |
| Antrieb                                           | Vorderradantrieb             | Vorderradantrieb             |
| Getriebe                                          | Multi-Mode-Automatikgetriebe | Multi-Mode-Automatikgetriebe |
| Messwerte                                         |                              |                              |
| Leergewicht                                       | 1584–1698 kg                 | 1673–1783 kg                 |
| Höchstgeschwindigkeit                             | 174 km/h                     | 174 km/h                     |
| Beschleunigung, 0–100 km/h                        | 8,8 s                        | 8,8 s                        |
| Tankinhalt                                        | 55 l                         | 55 l                         |
| Kraftstoffverbrauch auf 100 km (WLTP, kombiniert) | 4,6–4,7 l Super              | 4,9–5,0 l Super              |
| CO2-Emissionen (WLTP, kombiniert)                 | 105–111 g/km                 | 110–113 g/km                 |
| Abgasnorm nach EU-Klassifikation                  | Euro 6d-ISC-FCM              | Euro 6e                      |